# Цаликова, Нина Ахметовна
Нина Ахметовна Цаликова (1924—2003) — советский и российский педагог, учитель начальных классов. Заслуженный учитель РСФСР. Герой Социалистического Труда (1968).

## Биография
Родилась в 1924 году в с. Ногкау Северной Осетии. Более пятидесяти лет проработала учителем начальных классов в школе № 15 г. Владикавказ. За выдающиеся заслуги в области педагогики и воспитания удостоена звания Героя Социалистического Труда.

## Награды
- Герой Социалистического Труда (1.07.1968)
- Орден Ленина (1.07.1968)
- Медаль За доблестный труд в Великой Отечественной войне 1941—1945 гг.

звания:
- Заслуженный учитель РСФСР
- Народный учитель СОАССР
- Заслуженный учитель СОАССР
- Отличник народного просвещения СССР